# Anthropen
Anthropen est un dictionnaire d’anthropologie contemporaine en ligne publié en français et en libre accès dont l'objectif est de saisir les nouvelles configurations de la discipline.
En partenariat avec Éditions des Archives contemporaines dans le but de commercialiser son contenu au format papier, et la revue Anthropologie et Sociétés afin de bénéficier d'une plus grande visibilité, le projet est dirigé par Francine Saillant de l'Université de Laval, et Mondher Kilani de l'Université de Lausanne dans le cadre d'une collaboration internationale. Anthropen se veut une forme alternative de diffusion de la connaissance en dehors de l’hégémonie des grands éditeurs anglo-américains.
Le contenu du projet Anthropen sera repris par deux articles du journal Le soir consacré à la question de féminicide,.